# Alfabeto latino mongol
El alfabeto latino o romano mongol (en mongol: латин үсэг latin useg) fue un alfabeto utilizado para escribir el idioma mongol en Mongolia en los años 1931-1941. En 1939 se introdujo una segunda versión del alfabeto. El sistema latino fue abandonado en 1941 cuando las autoridades introdujeron el uso del alfabeto cirílico para escribir el idioma mongol (la versión mongola del alfabeto cirílico).

## Caracteres
La primera versión del alfabeto latino mongol empleaba la letra «y» para la representación del mismo sonido al que la «u» francesa está asignado ([y], una vocal cerrada frontal redondeada), también agregaba una «o» («ө») adicional, y las consonantes «ç» (para el sonido [t̠͡ʃ]), «ş» (para [ʃ] —como «sh» en inglés, show) y «ƶ» (para [d̠͡ʒ] —«j» en inglés, just). Este alfabeto fue utilizado en libros y periódicos. Las letras «f», «k», «p» y «v» tuvieron un empleo decayente —mas no en préstamos lingüísticos de otras lenguas. Y las letras «q», «w» y «x» fueron excluidas del alfabeto.
La segunda versión del alfabeto decidió optar por una similitud con las lenguas europeas y las costumbres que ellos le daban al alfabeto latino. Se reemplazaron «ө, y, j» por «ö, ü, y» (como en muchas lenguas germánicas), «ƶ» por «j» y «k» por «x». Además de inclinarse por el reemplazo de las letras «ç» y «ş» por uniones grafemáticas más reconocibles, favoreciendo así el empleo de los dígrafos «ch» y «sh».

### Tabla de los caracteres
| AFI      | AFI         | a | e | i | ɔ | ʊ | ɵ | u | n ŋ | m | ɮ | p w | pʰ | f | kʰ | χ h | q ɡ | s | ʃ  | tʰ | t | t͡s | t͡ʃ | dʒ | dz | j | r | h |
| -------- | ----------- | - | - | - | - | - | - | - | --- | - | - | --- | -- | - | -- | --- | --- | - | -- | -- | - | -- | -- | -- | -- | - | - | - |
| Mongol   | Mongol      | ᠠ | ᠡ | ᠢ | ᠣ | ᠤ | ᠦ | ᠦ | ᠨ   | ᠮ | ᠯ | ᠪ   | ᠫ  | ᠹ | ᠻ  | ᠬ   | ᠭ   | ᠰ | ᠱ  | ᠲ  | ᠳ | ᠴ  | ᠴ  | ᠵ  | ᠵ  | ᠶ | ᠷ | ᠾ |
| Latino   | 1931 - 1939 | A | B | I | O | U | Ө | Y | N   | M | L | B   | P  | F | K  | K   | G   | S | Ş  | T  | D | C  | Ç  | Z  | Ƶ  | J | R | H |
| Latino   | 1939 - 1941 | A | E | I | O | U | Ö | Ü | N   | M | L | B   | P  | F | K  | X   | G   | S | Sh | T  | D | C  | Ch | Z  | J  | Y | R | H |
| Cirílico | Cirílico    | А | Э | И | О | У | Ө | Ү | Н   | М | Л | В   | П  | Ф | К  | Х   | Г   | С | Ш  | Т  | Д | Ц  | Ч  | З  | Ж  | Й | Р | Х |

Las detenciones no aspiradas a menudo se realizan como sonoras [b, d, d͡z, d̠͡ʒ, ɡ~ɢ]. Los sonantes no nasales a menudo se ensordecen en [ɸ, ɬ].

## Ortografía
La ortografía se basaba en la ortografía del alfabeto mongol tradicional. Guardaba las vocales finales cortas. No omitía las vocales no acentuadas al conjugar palabras. Las reglas de la armonía de vocales se parecían a las reglas del actual alfabeto cirílico mongol.